# Karel Kühnl
Karel Kühnl (* 12. září 1954 Praha) je český politik a diplomat. V letech 2007–2012 byl velvyslancem České republiky v Chorvatsku, předtím ministrem obrany ve vládě Stanislava Grosse a v Paroubkově vládě. V letech 1997–1998 působil jako ministr průmyslu a obchodu. V období 1993–1997 byl českým velvyslancem ve Spojeném království, do roku 1995 současně i v Irsku. V letech 1998–2006 měl mandát poslance Poslanecké sněmovny za US-DEU, které v letech 2000–2001 předsedal.

## Biografie
V letech 1973–1978 studoval na Právnické fakultě Univerzity Karlovy, krátce před dokončením studií však byl vyloučen z politických důvodů (obvinění z přípravy trestného činu pobuřování). V roce 1980 emigroval a od roku 1983 spolupracoval s rádiem Svobodná Evropa, kde pracoval i jeho tchán Vladimír Kusín.
Po návratu do Československa se v roce 1990 stal doktorem práv. Pracoval jako poradce několika členů vlády ČR, v roce 1992 byl předsedou Rady České televize. Poté byl velvyslancem ČR ve Spojeném království Velké Británie a Severního Irska.
Již v druhé polovině 90. let pronikl do vrcholné politiky. V letech 1997–1998 působil jako ministr průmyslu a obchodu České republiky, nejprve v druhé vládě Václava Klause, pak ve vládě Josefa Tošovského. Tehdy ovšem ještě byl členem Občanské demokratické aliance. V listopadu 1997 se na 13. celostátní konferenci ODA stal místopředsedou této strany, ale jeho nástup do užšího vedení strany se odehrával v době rostoucího vnitřního napětí v ODA, kdy takzvaná Pravá frakce ODA kritizovala odklon aliance od jejích původních konzervativních postulátů. Pokračující spory, propad preferencí a skandály okolo stranického financování vedly v následujících měsících k masivním odchodům členské základny. Künhl vystoupil z ODA koncem února 1998.
Krátce poté se stal členem nového subjektu Unie svobody. V únoru 2000 kandidoval na 4. republikovém shromáždění Unie svobody na post jejího předsedy a funkci získal, když ho podpořilo 69 % delegátů (jeho protikandidátem byl Vladimír Mlynář). Na přelomu století se výrazně angažoval v projektu Čtyřkoalice, do něhož vstoupila Unie svobody a několik dalších středopravých stran, včetně jeho bývalé domovské ODA. V lednu 2001 se v rámci Čtyřkoalice zmiňoval jako možný volební lídr této formace (tedy šéf stínové vlády a kandidát na premiéra za Čtyřkoalici), ale došlo k patové situaci, kdy jednotlivé členské subjekty Čtyřkoalice navrhovaly vlastní kandidáty a navzájem si je vetovaly. Kühnla ostře odmítli lidovci. Lídrem se proto na základě takzvané Žďárské dohody stal dosud nenominovaný kompromisní kandidát, lidovec Cyril Svoboda. Již v březnu 2001 ale Svoboda z postu lídra Čtyřkoalice odstoupil a Künhl zaujal jeho pozici (na základně takzvané Jarní dohody). Rezignoval pak na funkci předsedy Unie svobody. Čtyřkoaliční projekt se ovšem v následujících měsících dostával do problémů. V říjnu 2001 se sice Čtyřkoalice dohodla na společných kandidátních listinách pro volby roku 2002, ale lidovci začali kritizovat členství ODA v Čtyřkoalici. Kühnl rezignoval 1. února 2002 na post volebního lídra. Čtyřkoalice pak fakticky zanikla a do voleb šla již jen jako aliance US-DEU a lidovců (Koalice).
Ve volbách v roce 1998 byl zvolen do poslanecké sněmovny za Unii svobody (volební obvod Severočeský kraj). Byl členem sněmovního zahraničního výboru a organizačního výboru. V roce 1998 krátce zasedal i v hospodářském výboru. Mandát poslance obhájil ve volbách v roce 2002 V parlamentu setrval do voleb v roce 2006. V tomto funkčním období působil jako člen sněmovního organizačního výboru (2002–2004), zahraničního výboru (2003–2004) a ústavněprávního výboru (2002). Od září 1998 do srpna 2004 zastával post předsedy poslaneckého klubu Unie svobody.
V srpnu 2004 nastoupil do vlády jako ministr obrany České republiky. Tento post zastával do roku 2006 ve vládě Stanislava Grosse i vládě Jiřího Paroubka. Na pozici ministra podepsal ještě krátce po volbách roku 2006, tedy v době, kdy již se jednalo o nové vládě, smlouvu na nákup 199 vozidel Pandur v hodnotě 20,8 miliard Kč. Kontrakt byl následně revidován a zmenšen novou vládou Mirka Topolánka, ale i pak byl předmětem kritiky jako nevýhodný.
V lednu 2007 bylo ve sdělovacích prostředcích oznámeno, že se stane předsedou dozorčí rady podniku Aero Vodochody, což se setkalo s kritikou z řad politiků, protože se privatizace Aera jako ministr obrany zúčastnil. Künhl ale nástup do čela této firmy odmítl a oznámil, že přijal nabídku kariéry v diplomacii. V roce 2008 se pak skutečně stal velvyslancem ČR v Chorvatské republice. Funkci zastával do září 2012. V prosinci 2012 se spekulovalo, že by se měl stát spolupracovníkem ministryně obrany Karolíny Peake. Ta ovšem tyto informace během svého několikadenního působení v čele tohoto rezortu odmítla. V diplomatických službách zůstal i po svém návratu z Chorvatska, ke dni 15. října 2013 byl jmenován zvláštním zmocněncem pro krajanské záležitosti a následně v letech 2015 - 2019 zastával funkci generálního konzula České republiky v Sankt Petersburgu. V roce 2020 se vrátil na ústředí Ministerstva zahraničních věcí ČR.
Je ženatý s Danielou Kühnlovou rozenou Kusínovou, mají syna Thomase a dceru Caroline.

## Vyznamenání
- Velkodůstojník Řádu rumunské hvězdy (2006)
- Řád knížete Branimíra, Chorvatsko (2012)[20]